# 토르펜하우 언덕
토르펜하우 언덕(영어: Torpenhow Hill)은 잉글랜드 컴브리아 토르펜하우에 있는 한 언덕의 이름으로 알려져 있다. 하지만 언어학자 대릴 프랜시스와 토르펜하우 현지인들에 따르면 이 지역에는 그런 이름의 언덕이 없다. 따라서 ‘토르펜하우 언덕’은 유령어이다.

## 어원
1993년 A. D. 밀스는 《잉글랜드의 지명 사전》(Dictionary of English Place-Names)에서는 이 지명의 어원을 고대 영어 torr, 고 켈트어 *penn, 고대 영어 hoh로 제시했다. ‘토르(tor)’는 ‘치솟은 바위’란 뜻으로 현대에도 지형학 용어로 쓰인다. ‘펜’은 현대 웨일스어 ‘펜’(pen, ‘머리’)에 대응한다. 고대 영어 ‘호(hoh)’는 절벽을 뜻한다.

## 역사
1688년 토머스 덴튼(Thomas Denton)은 토르펜하우의 회당과 교회가 ‘솟아오른 언덕’ 위에 있다고 기록하며 ‘토르펜하우’라는 지명이 이 점에서 왔을 것이라고 추측했다. 덴튼은 ‘토르펜하우 언덕’이란 과장된 지명을 썼지만 이것이 실제로 있는 지명이라는 근거는 제시하지 않았다.
1884년 G. L. 펜튼(Fenton)은 ‘토르펜하우 언덕’이란 말이 ‘언덕’이 4중으로 겹친 동어반복 지명이라고 썼다.